# Sue Snell
Susan D. "Sue" Snell es un personaje ficticio de la novela Carrie, del autor estadounidense Stephen King. Fue publicada en 1974 y fue su primera novela de terror. En ella se cuenta la historia de una joven de apariencia insignificante llamada Carrie, que terminó sembrando el terror en la ciudad. Sue Snell es en esa obra una compañera suya de su clase.
En cada adaptación y representación del personaje de la novela, Sue Snell es una adolescente popular que sale con Tommy Ross, un chico popular. Después de atormentar con otros una vez a Carrie White en el vestuario después de deporte, Sue comienza a sentir remordimiento por sus acciones. Por ello ella le pide a Tommy un favor y que lleve a Carrie al baile de graduación en un intento por hacer que Carrie se sienta aceptada y para aliviar su conciencia. El desastre que tiene lugar en el baile de graduación de la escuela secundaria empieza cuando Tommy acepta.
Sue también aparece en la secuela de 1999 Carrie 2: La ira, interpretada por Amy Irving repitiendo su papel de la versión de 1976 de la novela de Stephen King.

## Novela
En la novela Sue Snell es una chica popular del colegio en Chamberlain y compañera de clase de Carrie. Junto con las otras compañeras de la clase ella maltrató a Carrie en la ducha, cuando pensó que iba a morir a causa de su primera menstruación que tuvo en ese momento, de la cual su madre no le informó. Cuando se da cuenta de lo que hizo, Sue empieza a tener remordimientos al respecto. Tiene desde hace tiempo una relación sexual con Tommy Ross, un chico popular y teme estar embarazada, porque no ha tenido la menstruación como había previsto.
Ella le convence para que invite al baile a Carrie como expiación de lo ocurrido y se queda en casa. En casa empieza con el tiempo a tener mal presentimiento por lo que va a ocurrir. Cuando ocurren las primeras explosiones a causa de la venganza de Carrie, ella las siente en casa y se va por ello a Chamberlain con el coche. Allí ve toda la destrucción, pero tiene contacto telepático con Carrie. Dejándose guiar por ese contacto, Sue la encuentra medio muerta y la ve morir. Su muerte causa en Sue la menstruación que esperaba.
Después de los acontecimientos la comisión, que investiga lo ocurrido, intenta convertirla en un chivo expiatorio. Aunque no resulta, ella ha perdido las ganas de vivir por lo ocurrido y ha escrito un libro sobre los acontecimientos con la esperanza de que se aprenda de lo ocurrido y ganar suficiente dinero para poder irse de Chamberlain, lejos de cualquier persona que pudiera conocerla.

## Película de 1976
En la película original de Brian de Palma, que se ha convertido en un clásico del género del horror, Sue Snell es interpretada por Amy Irving.
Esencialmente su carácter es igual que el de la novela con la diferencia de que ella se va de escondidas al baile para asegurarse que todo va bien. Descubre las intenciones de Chris pero no puede evitarlas a causa de un malentendido con la profesora y es por ello testigo del desastre en el colegio desde fuera de él. Horrorizada se va del sitio antes de que Carrie sale del lugar.
Después del acontecimiento ella tiene pesadillas al respecto y su madre la cuida por ello.

## Secuela de 1999
Sue aparece otra vez en la secuela dirigida por Katt Shea, que es la continuación de la película de 1976. En ella Amy Irving vuelve a interpretar otra vez el papel de Sue.
Se revela, que estuvo temporalmente, a causa del acontecimiento, en un centro psiquiátrico para poder tratar lo ocurrido. Chamberlaine todavía existe, aunque no se ha reconstruido el colegio destruido. Es consejera de los alumnos del nuevo colegio en Chamberlaine situado en otro lugar de la ciudad. Como tal se encarga de los alumnos que necesitan atención psíquica. Rachel Lang, cuya mejor amiga se ha suicidado, es enviada a ella a causa de lo ocurrido. Es consciente de que el suicidio fue causado por haber sido víctima de un juego sexual organizado por chicos populares mayores. Durante sus conversaciones con Rachel Sue descubre que es telequineta y que es la media hermana de Carrie. Trata de evitar vanamente otro desastre, cuando presiente que esos chicos la van a convertir también en una víctima. Muere víctima de la posterior venganza de Rachel, que, sin querer, la mata, cuando causa una masacre contra ellos.

## Película de televisión del 2002
En esta película dirigida por David Carson Sue es interpretada por Kandyse McClure. Es la película más fiel a la novela. En ella Sue es afroamericana.
En la película Sue es esencialmente igual que en la novela. Sin embargo, después del desastre ocurrido en Chamberlain, ella encuentra a Carrie en su casa medio muerta a causa del intento de su madre de ahogarla en la bañera y consigue revivirla. A través de un contacto telepático, que ocurre en ese momento, ella se entera de lo ocurrido y decide esconder a Carrie para que no puedan encontrarla. Durante la investigación de la policía sobre lo ocurrido ella la protege y juntas se van luego a Florida después de que Carrie se despidiera de su madre.
Este final indicaba que la película iba a ser el piloto de una fallida serie, que se tenía planeada. En ella Sue iba a estar junto a Carrie en los venideros acontecimientos. Sin embargo la serie no se produjo.

## Película del 2013
En esta adaptación dirigida por Kimberly Peirce y adaptada a los tiempos modernos, Sue Snell es interpretada por Gabriella Wilde.
Sue es parecida al de la película original. Después del desastre ella se va a casa de Carrie y trata de ayudarla. Allí encuentra a la madre de Carrie muerta. A diferencia de las otras adaptaciones Sue está embarazada y Carrie evita su muerte, cuando se da cuenta. Ve con sus propios ojos como la casa de Carrie se destruye, producto de la telequinesia de Carrie, después de haber matado a su madre en defensa propia. Después de los acontecimientos Sue testifica por lo ocurrido dando a todos y a ella misma la culpa de lo ocurrido.

## Musical
En 1988 la novela fue también adaptada para un musical. En ella Sue Snell es interpretada por Sally Ann Triplett.